# 5595 Roth
Az 5595 Roth (ideiglenes jelöléssel 1991 PJ) a Naprendszer kisbolygóövében található aszteroida. Henry Holt fedezte fel 1991. augusztus 5-én.